# أمريكا المفتوحة 1992 (كرة مضرب)
قائمة بالأبطال في بطولة 1992 أمريكا المفتوحة:

## الكبار

### فردي رجال
ستيفان إدبرغ هزم  بيت سامبراس ، 3-6, 6-4, 7-6, 6-2

### فردي سيدات
مونيكا سيليش هزم  أرانتكسا سانشيز فيكاريو ، 6-3, 6-3